# UE Sant Julià
Die Unió Esportiva Sant Julià ist ein andorranischer Fußballverein aus Sant Julià de Lòria und spielt derzeit in der zweiten Liga.

## Geschichte

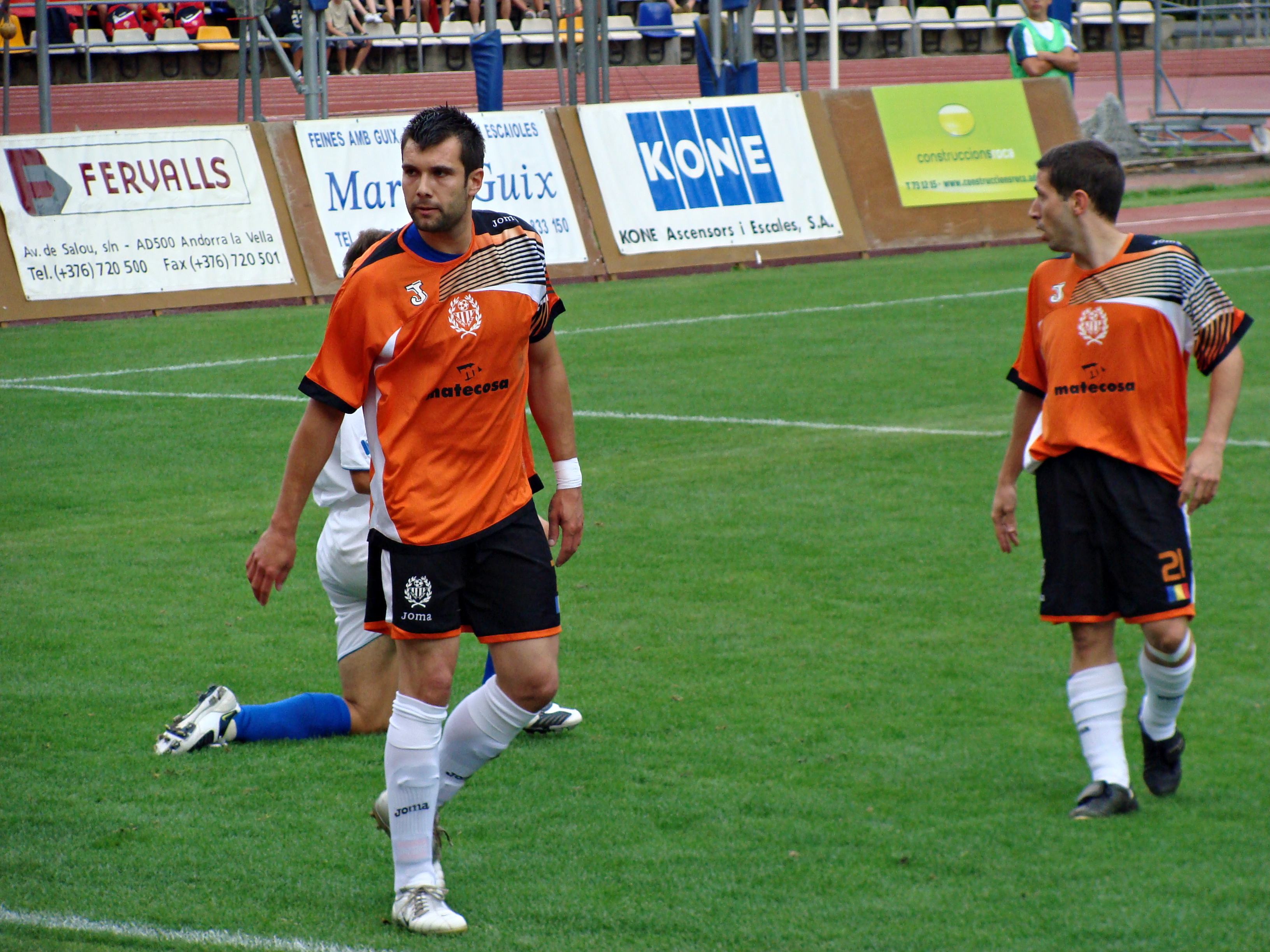
UEFA Champions League 2009/10 gegen SP Tre Fiori (San Marino)

Unió Esportiva wurde 1982 gegründet. Als sich 1994 der andorranische Fußballverband konstituierte, wurde der Klub Mitglied und nahm ab 1995 an der neu gegründeten Primera Divisió teil. Unió Esportiva ist eine von vier Mannschaften, die bisher dauerhaft in der ersten Liga gespielt haben.
1997 erreichte Unió Esportiva erstmals das Pokalfinale, war aber gegen CE Principat chancenlos und ging mit 0:7 unter. 2001 beendete Unió Esportiva die Hauptsaison zwar als Tabellenerster, in den Meisterschafts-Play-offs wurde jedoch der Titel verspielt und man beendete die Saison als Vizemeister. Da man zudem im Pokalfinale FC Santa Coloma 0:2 unterlag, blieb man ohne Titel. 2002 wiederholte der Klub das Missgeschick in der Liga und wurde wiederum nur Vizemeister. 2003 bis 2005 erreichte man jeweils das Pokalfinale, der FC Santa Coloma war aber jedes Mal stärker. So musste man in Sant Julià auf den ersten Titelgewinn bis 2004 warten, ehe man im andorranischen Supercup im zweiten Anlauf Santa Coloma mit 2:1 schlug, nachdem im Vorjahr eben jene mit 2:3 nach Verlängerung auch diesen Titel abgeräumt hatten.
2005 gelang dann der große Erfolg, als man mit nur einer Saisonniederlage die Hauptsaison beendete, sich in den Meisterschafts-Play-offs mit fünf Siegen und einer Niederlage durchsetzte und zum ersten Mal Landesmeister wurde.
Nach dem Abstieg in der Saison 2022/23 aus Primera Divisió meldete der Verein zur Saison 2023/24 keine Mannschaft mehr.

## Stadion
Der Verein aus Sant Julià de Lòria trägt seine Heimspiele im Centre d'Entrenament de la FAF mit 1000 Plätzen aus.

## Bekannte Spieler
Nationalspieler
| - Felix Àlvarez (2003 bis 2007) - Josep Ayala (2005 bis 2006) - Robert Jonás (2004 bis 2006) - Joel Martinez (2005 bis 2007) | - Victor Moreira (seit 2009) - Francesc Ramírez (2003 bis 2005) - Alex Rodríguez (2001 bis 2008) - Óscar Sonejee (2001 bis 2002) |

## Erfolge

### Andorranische Meisterschaft
- Meister (2): 2005, 2009
- Vizemeister (6): 2001, 2002, 2004, 2006, 2008, 2011

### Andorranischer Pokal
- Sieger (6): 2008, 2010, 2011, 2014, 2015, 2021
- Finalist (8): 1997, 2001, 2003, 2004, 2005, 2007, 2013, 2018

### Andorranischer Supercup
- Sieger (4): 2004, 2009, 2010, 2011
- Finalist (3): 2003, 2005, 2008

## Europapokalbilanz
| Saison  | Wettbewerb                    | Runde                  | Gegner                | Gesamt          | Hin     | Rück          |
| ------- | ----------------------------- | ---------------------- | --------------------- | --------------- | ------- | ------------- |
| 2001    | UEFA Intertoto Cup            | 1. Runde               | FC Lausanne-Sport     | 1:9             | 1:3 (H) | 0:6 (A)       |
| 2002    | UEFA Intertoto Cup            | 1. Runde               | Coleraine FC          | 2:7             | 0:5 (A) | 2:2 (H)       |
| 2004    | UEFA Intertoto Cup            | 1. Runde               | FK Smederevo          | 00:11           | 0:8 (H) | 0:3 (A)       |
| 2005/06 | UEFA-Pokal                    | 1. Qualifikationsrunde | Rapid Bukarest        | 00:10           | 0:5 (H) | 0:5 (A)       |
| 2006    | UEFA Intertoto Cup            | 1. Runde               | Farul Constanța       | 2:4             | 2:2 (H) | 0:2 (A)       |
| 2007    | UEFA Intertoto Cup            | 1. Runde               | FK Slavija Sarajevo   | 4:6             | 2:3 (H) | 2:3 (A)       |
| 2008/09 | UEFA-Pokal                    | 1. Qualifikationsrunde | Tscherno More Warna   | 0:9             | 0:4 (A) | 0:5 (H)       |
| 2009/10 | UEFA Champions League         | 1. Qualifikationsrunde | SP Tre Fiori          | 2:2 (5:4 i. E.) | 1:1 (A) | 1:1 n. V. (H) |
| 2009/10 | UEFA Champions League         | 2. Qualifikationsrunde | Lewski Sofia          | 0:9             | 0:4 (A) | 0:5 (H)       |
| 2010/11 | UEFA Europa League            | 2. Qualifikationsrunde | Myllykosken Pallo -47 | 0:8             | 0:3 (A) | 0:5 1 (H)     |
| 2011/12 | UEFA Europa League            | 2. Qualifikationsrunde | Bne Jehuda Tel Aviv   | 0:4             | 0:2 (H) | 0:2 (A)       |
| 2014/15 | UEFA Europa League            | 1. Qualifikationsrunde | FK Čukarički          | 0:4             | 0:4 (A) | 0:0 (H)       |
| 2015/16 | UEFA Europa League            | 1. Qualifikationsrunde | Randers FC            | 0:4             | 0:1 (H) | 0:3 (A)       |
| 2017/18 | UEFA Europa League            | 1. Qualifikationsrunde | KF Skënderbeu Korça   | 0:6             | 0:1 (A) | 0:5 (H)       |
| 2018/19 | UEFA Europa League            | Vorqualifikation       | Gzira United          | 1:4             | 0:2 (H) | 1:2 (A)       |
| 2019/20 | UEFA Europa League            | Vorqualifikation       | Europa FC             | 3:6             | 3:2 (H) | 0:4 (A)       |
| 2021/22 | UEFA Europa Conference League | 1. Qualifikationsrunde | Gżira United          | 1:1 (3:5 i. E.) | 0:0 (H) | 1:1 (A)       |

Gesamtbilanz: 34 Spiele, 1 Sieg, 7 Unentschieden, 26 Niederlagen, 16:104 Tore (Tordifferenz −88)